# Jørgen Graabak
Jørgen Graabak, né le 26 avril 1991 à Melhus, est un coureur du combiné nordique norvégien. Il est champion olympique en individuel et par équipes en 2014. Il devient champion du monde par équipes en 2019, puis se classe deuxième de la Coupe du monde en 2020.

## Carrière
En 2010, pour sa première sélection en équipe nationale, il est vice-champion du monde junior dans l'épreuve par équipes.
Licencié au Byåsen IL, Graabak fait ses débuts en Coupe du monde en 2011, année où il obtient la troisième place du classement général de la Coupe continentale. Il obtient son premier podium lors de la coupe du monde 2011-2012 à l'issue d'une Gundersen disputée à Seefeld. Lors de la sixième étape disputée à Chaux-Neuve, il obtient la deuxième place de la troisième course derrière Alessandro Pittin. En 2013, il est médaillé d'argent à l'épreuve par équipes aux Championnats du monde. Lors de sa première participation aux Jeux olympiques en 2014, Jørgen Graabak obtient deux titres olympiques, tout d'abord lors de la Gundersen en grand tremplin en devançant son compatriote Magnus Moan, puis avec ses coéquipiers Håvard Klemetsen, Magnus Krog et Magnus Moan lors de la compétition par équipes. Cette année-là, il remporte la Statutette Olaf (no).
Le 1er février 2015, il s'impose pour la première fois dans une épreuve individuelle en Coupe du monde à Val di Fiemme, avant de se classer huitième de l'individuel aux Championnats du monde a Falun, où il est de nouveau médaillé d'argent par équipes, tandis qu'il se contente d'une huitième place en individuel. Il remporte une seconde victoire devant son public à Trondheim en février 2016 puis une troisième à Schonach le mois suivant. Il finit quatrième de la Coupe du monde cette saison. Aux Championnats du monde 2016 à Lahti, il remporte sa troisième médaille d'argent consécutive sur l'épreuve par équipes.
Aux Jeux olympiques d'hiver de 2018, à Pyeongchang il décroche la médaille d'argent par équipes et est deux fois dixième en individuel. Cette saison, il renoue avec la victoire deux ans après, gagnant sur le site de Val di Fiemme pour la deuxième fois. Également sur le podium à Lahti et Lillehammer, il atteint le cinquième rang au classement général de la Coupe du monde.
En 2018-2019, il gagne à Ramsau et à Lahti, puis il remporte le titre mondial par équipes pour la première fois.
Lors de l'hiver 2019-2020, Graabak réalise globalement la meilleure saison de sa carrière, montant sur un total de onze podiums, dont huit deuxièmes places, sans pouvoir gagner individuellement (3 victoires par équipes), faute notamment à son compatriote Jarl Magnus Riiber, qui domine sans partage. Il prend tout de même la deuxième place finale au classement général.
En 2022, il remporte trois nouvelles médailles olympiques ainsi que la Médaille Holmenkollen. Quelques semaines plus tard, il devient père pour la première fois.
Sa spécialité est le ski de fond.

## Palmarès

### Jeux olympiques d'hiver
| Épreuve / Édition   | Individuel     | Individuel     | Par équipes grand tremplin |
| Épreuve / Édition   | Petit tremplin | Grand tremplin | Par équipes grand tremplin |
| JO 2014 Sotchi      | -              | Or             | Or                         |
| JO 2018 Pyeongchang | 18e            | 10e            | Argent                     |
| JO 2022 Pékin       | Argent         | Or             | Or                         |

### Championnats du monde
| Épreuve / Édition           | Individuel     | Individuel     | Par équipes                      | Par équipes                      |
| Épreuve / Édition           | Petit tremplin | Grand tremplin | Grand tremplin Relais            | Petit tremplin Relais            |
| Mondiaux 2013 Val di Fiemme | 38e            | -              | Épreuve inexistante à cette date | Argent                           |
| Mondiaux 2015 Falun         | 8e             | 24e            | Épreuve inexistante à cette date | Argent                           |
| Mondiaux 2017 Lahti         | 11e            | 22e            | Épreuve inexistante à cette date | Argent                           |
| Mondiaux 2019 Seefeld       | 9e             | Abandon        | Épreuve inexistante à cette date | Or                               |
| Mondiaux 2021 Oberstdorf    | 9e             |                | Épreuve inexistante à cette date | Or                               |
| Mondiaux 2023 Planica       |                |                | Or                               | Épreuve inexistante à cette date |
| Mondiaux 2025 Trondheim     |                | Argent         | Bronze                           |                                  |

### Coupe du monde
- Meilleur classement général : 2e en 2020.
- 46 podiums individuels : 7 victoires, 19 deuxièmes places et 20 troisièmes places.
- 28 podiums par équipes dont 20 victoires.
- 3 podiums par équipes mixte dont 3 victoires.

#### Détail des victoires
| Édition / Épreuve | Gundersen          |
| 2014-2015         | Val di Fiemme      |
| 2015-2016         | Trondheim Schonach |
| 2017-2018         | Val di Fiemme      |
| 2018-2019         | Ramsau, Lahti      |
| 2021-2022         | Seefeld            |

#### Classements en Coupe du monde
| Année     | Classement général final |
| 2011-2012 | 16e                      |
| 2012-2013 | 20e                      |
| 2013-2014 | 7e                       |
| 2014-2015 | 13e                      |
| 2015-2016 | 4e                       |
| 2016-2017 | 11e                      |
| 2017-2018 | 5e                       |
| 2018-2019 | 7e                       |
| 2019-2020 | 2e                       |
| 2020-2021 | 12e                      |
| 2021-2022 | 4e                       |
| 2022-2023 | 14e                      |

### Championnats du monde junior
- Médaille d'argent par équipes en 2010.

### Coupe continentale
- 4 podiums.